# Cinnamomum virens
Cinnamomum virens là loài thực vật có hoa trong họ Nguyệt quế. Loài này được R.T.Baker miêu tả khoa học đầu tiên năm 1897.